# HD 142022 Ab
HD 142022 Ab是一顆以徑向速度法發現的行星，由 Eggenberger 等人發現於2005年。該行星的母恆星是 HD 142022 A，質量是木星的4.5倍。它與母恆星距離最近與最遠差異可達到3天文單位，軌道週期1928日（5.28年）。它就像許多長周期系外行星一樣有高軌道離心率，達到0.53±0.20。

## 外部連結
- . Exoplanets.   [2012-07-26]. （原始内容存档于2012-03-04）.
- . Extrasolar Visions.   [2012-07-26]. （原始内容存档于2011-06-05）.